# Homo Nesher Ramla

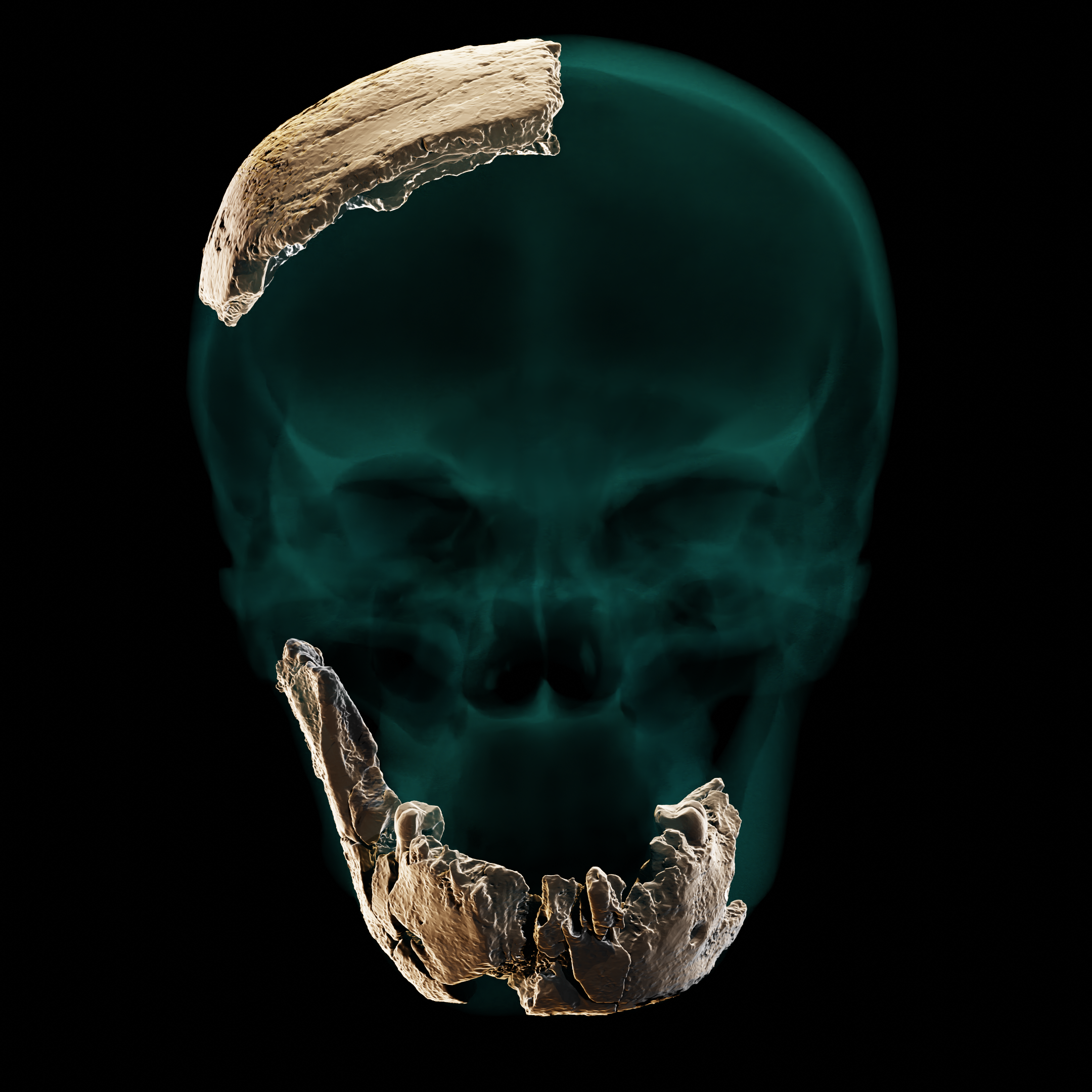
Fósiles del Homo Nesher Ramla; reconstrucción de sus localizaciones en la cabeza.

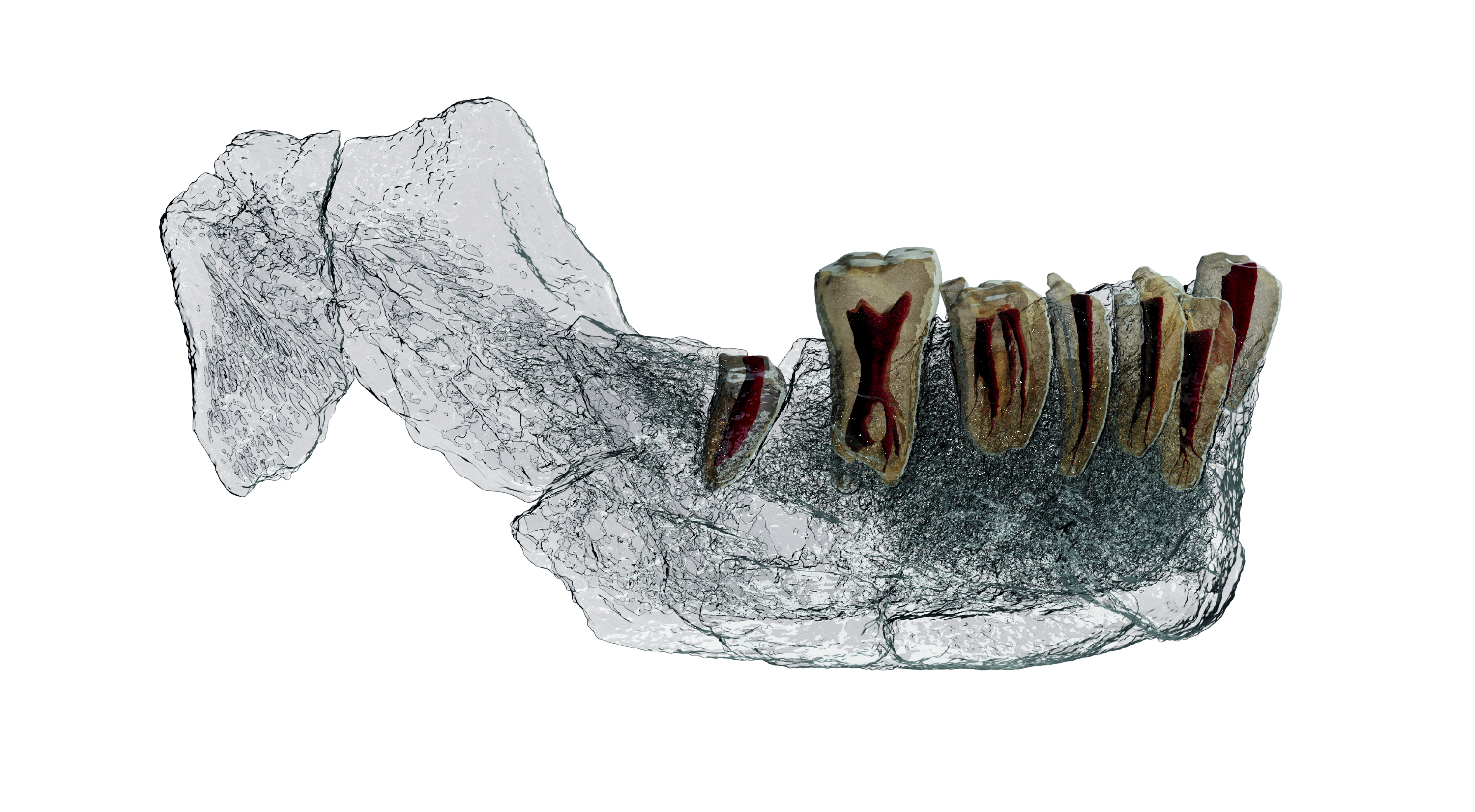
Escaneo de la mandíbula inferior del Homo Nesher Ramla.

Los Homo Nesher Ramla son una población extinta de humanos arcaicos que vivieron durante el Pleistoceno medio en el Israel actual. En 2010, se descubrió evidencia de una industria de herramientas durante un año de excavaciones arqueológicas en el sitio de Nesher Ramla. En 2021, se identificó al primer individuo de Homo Nesher Ramla a partir de los restos descubiertos durante las excavaciones posteriores.

## Taxonomía
El sitio de Nesher Ramla fue descubierto en una depresión kárstica después de la extracción de una fábrica de cemento cercana. El sitio fue excavado por arqueólogos entre 2010 y 2011 y arrojó artefactos en depósitos arqueológicos del Paleolítico Medio que fueron reportados por Friesem, Zaidner y Shahack-Gross. Durante la excavación se encontró evidencia de una industria lítica. Los artefactos del sitio contenían herramientas de Levallois y núcleos líticos.
Las excavaciones posteriores dirigidas por el antropólogo Israel Hershkovitz en 2021 llevaron al descubrimiento de cinco piezas de un cráneo y una mandíbula inferior casi completa. Los restos datan de 140-120 kya, durante el Pleistoceno medio.
Hershkovitz especuló que el espécimen podría clasificarse como uno de los últimos supervivientes de una población que contribuiría a los neandertales y al Homo de Asia oriental. Philip Rightmire, de la Universidad de Harvard, no estuvo de acuerdo con los hallazgos, creyendo en cambio que, correctamente, el cráneo debería clasificarse como uno de los primeros neandertales. Rightmire también discutió la posibilidad de que una población neandertal haya emigrado de Europa a la zona.

## Artefactos

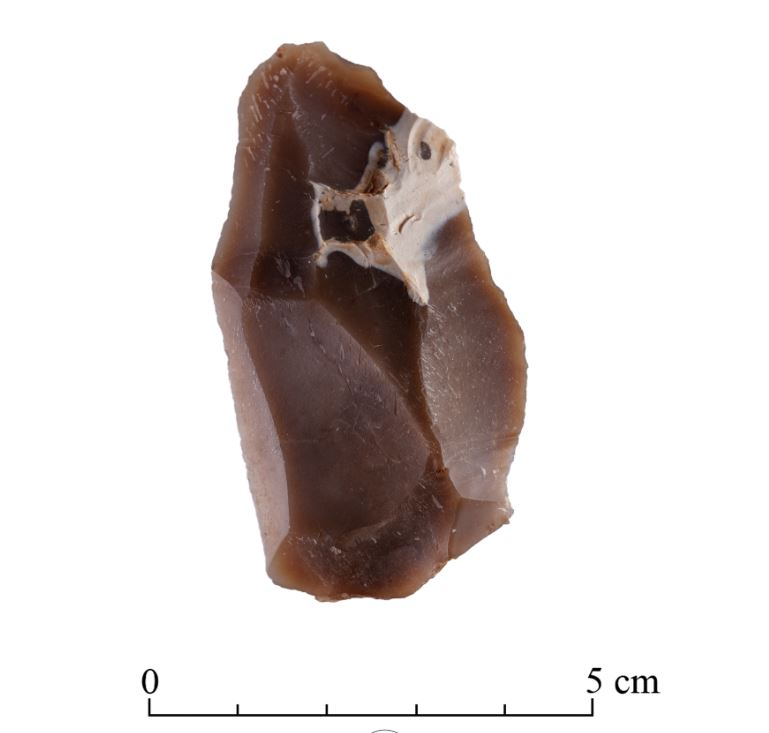
El Águila de Ramla es un sitio arqueológico prehistórico descubierto tras las operaciones de extracción en la fábrica de águilas de Ramla en las Tierras Bajas. El sitio está ubicado en un gran cráter con cresta al aire libre.

Se excavaron más de 6.000 herramientas de piedra en el sedimento que contiene fósiles del sitio. La población de Nesher Ramla Homo dominaba las tecnologías de producción de herramientas de piedra previamente conocidas entre los neandertales y el Homo sapiens. El equipo dirigido por Zaidner interpretó la presencia de esta industria de herramientas como evidencia de interacciones culturales entre las poblaciones de Nesher Ramla y las poblaciones de Homo sapiens.